# درنوویتسا
درنوویتسا (به بلغاری: Drenovitsa) یک منطقهٔ مسکونی در بلغارستان است که در شهرستان پتریچ واقع شده‌است.